# Ліншуй-Ліський автономний повіт
18°30′19″ пн. ш. 110°02′17″ сх. д. / 18.5053° пн. ш. 110.038° сх. д.
Ліншуй-Ліський автономний повіт (кит. 陵水黎族自治县, пін. Língshuĭ Lízú Zìzhìxiàn) — один із повітів КНР у складі провінції Хайнань. Адміністративний центр — містечко Єлінь.

## Географія
Ліншуй-Ліський автономний повіт у середньому лежить на висоті близько 10 метрів над рівнем моря у південній частині острова Хайнань.

### Клімат
Повіт знаходиться у зоні, котра характеризується саванним  кліматом. Найтепліший місяць — червень із середньою температурою 28,7 °C. Найхолодніший місяць — січень, із середньою температурою 20,7 °С.
| Клімат повіту Ліншуй-Лі                            | Клімат повіту Ліншуй-Лі | Клімат повіту Ліншуй-Лі | Клімат повіту Ліншуй-Лі | Клімат повіту Ліншуй-Лі | Клімат повіту Ліншуй-Лі | Клімат повіту Ліншуй-Лі | Клімат повіту Ліншуй-Лі | Клімат повіту Ліншуй-Лі | Клімат повіту Ліншуй-Лі | Клімат повіту Ліншуй-Лі | Клімат повіту Ліншуй-Лі | Клімат повіту Ліншуй-Лі | Клімат повіту Ліншуй-Лі |
| Показник                                           | Січ.                    | Лют.                    | Бер.                    | Квіт.                   | Трав.                   | Черв.                   | Лип.                    | Серп.                   | Вер.                    | Жовт.                   | Лист.                   | Груд.                   | Рік                     |
| Середній максимум, °C                              | 24,9                    | 25,9                    | 28,1                    | 30,4                    | 32,2                    | 32,5                    | 32,2                    | 32,2                    | 31,5                    | 29,9                    | 27,9                    | 26,4                    | 29,4                    |
| Середня температура, °C                            | 20,7                    | 21,6                    | 23,9                    | 26,4                    | 28,1                    | 28,7                    | 28,3                    | 28,1                    | 27,4                    | 26,1                    | 24,3                    | 21,7                    | 25,4                    |
| Середній мінімум, °C                               | 17,8                    | 18,9                    | 21,2                    | 23,6                    | 25,2                    | 25,9                    | 25,6                    | 25,3                    | 24,6                    | 23,4                    | 21,8                    | 19,1                    | 22,7                    |
| Норма опадів, мм                                   | 16.1                    | 18.4                    | 30.3                    | 80.2                    | 153.2                   | 218.4                   | 291.8                   | 211.9                   | 324                     | 321.4                   | 84.1                    | 33.5                    | 1783.3                  |
| Вологість повітря, %                               | 77                      | 80                      | 81                      | 81                      | 82                      | 83                      | 83                      | 84                      | 83                      | 79                      | 76                      | 74                      | 80                      |
| -------------------------------------------------- | ----------------------- | ----------------------- | ----------------------- | ----------------------- | ----------------------- | ----------------------- | ----------------------- | ----------------------- | ----------------------- | ----------------------- | ----------------------- | ----------------------- | ----------------------- |
| Джерело: Дані метеостанції №59954 (КНР, 1991-2020) |                         |                         |                         |                         |                         |                         |                         |                         |                         |                         |                         |                         |                         |